# Natinterpretacje
Natinterpretacje (стилизована нотација NATinterpretacje) је дебитантски студијски албум пољске певачице Наталије Шредер. 
Албум је објављен 28. октобра 2016. године у издању музичке куће Warner Music Poland. Албум су промовисале песме: „Lustra“ (кандидат за 61. Песму Евровизије), „Domek z kart“, „Powietrze“. и „Zamienię Cię“

## Пријем
Албум је дебитовао на 15. месту пољских топ листа - OLiS. (Oficjalna Lista Sprzedaży)
Рецензије на пољском музичком порталу muzyka.interia.pl су означили овај албум као просечан.

## Песме
На албуму се налазе следеће песме, припремљено на основу изворног материјала: